# Шаповалівка (Харківський район)
Шапова́лівка (МФА: [ʃɐpoˈʋɑʎiu̯kɐ] ( прослухати)) — село в Україні, у Дергачівській міській громаді Харківського району Харківської області. До 2020 орган місцевого самоврядування — Прудянська селищна рада.
Населення становить 103 особи.

## Географія
Село Шаповалівка знаходиться на правому березі річки Лопань, вище за течією за 2 км розташоване село Цупівка, нижче за течією примикає до смт Слатине, на протилежному березі — смт Прудянка, по селу протікає безіменний струмок.

## Історія
За даними на 1864 рік на казенному хуторі Шаповалівський Удянської волості Харківського повіту, мешкало 99 осіб (48 чоловічої статі та 51 — жіночої), налічувалось 16 дворових господарств.
У селі є школа, пошта, магазин, поліклініка. Щосереди працює базар. У грудні 2008 було урочисто відкрито газопровід.
12 червня 2020 року, розпорядженням Кабінету Міністрів України № 725-р «Про визначення адміністративних центрів та затвердження територій територіальних громад Харківської області», увійшло до складу Дергачівської міської громади.
19 липня 2020 року, в результаті адміністративно-територіальної реформи та ліквідації Дергачівського району, село увійшло до складу Харківського району.